# Zygmunt Szpingier
Zygmunt Szpingier (ur. 20 sierpnia 1901 w Poznaniu, zm. 25 września 1960 w Śremie) – polski malarz, architekt i urbanista. Członek Grupy Artystycznej Plastyka.

## Życiorys
Był synem Bronisława Brunona i Stanisławy z Bieczyńskich, bratem śpiewaka operowego Witolda Szpingiera. Studiował od 1918 w Szkole Sztuk Zdobniczych w Poznaniu pod kierunkiem Wiktora Gosienieckiego i Marcina Rożka. W tym okresie malował obrazy z życia paryskiej cyganerii, portrety oraz pejzaże. Obserwował też życie teatralne i kabaretowe Poznania, rysując liczne karykatury. Zaprojektował scenografię do około trzystu utworów dramatycznych oraz dziewięćdziesięciu oper i operetek (Poznań, Warszawa). Od 1925 mieszkał w Paryżu, gdzie jego obrazy wystawiano m.in. w Galerie Bernheim. Część z nich zakupił The Art Institute of Chicago oraz André Chéron. Mimo powodzenia w Paryżu, w 1931 powrócił do Poznania. W 1937 otrzymał złoty medal na Wystawie Sztuki i Rzemiosła w Paryżu za projekty kostiumów i dekoracji teatralnych. 
Po zakończeniu wojny zajął się projektowaniem polskich pawilonów wystawowych (14 realizacji), m.in. w Paryżu, Sztokholmie, Brukseli, Utrechcie, Bari, Pradze, Zagrzebiu, Płowdiwie i Wiedniu. Od 1950 ciężko chory.
Był autorem projektu tzw. Nowego Centrum Poznania – modernistycznej wizji nowego kulturalnego centrum miasta rozlokowanego pomiędzy ulicami Ogrodową, Półwiejską, Alejami Niepodległości, Mostem Dworcowym i Królowej Jadwigi. Projekt ten (zachowane jest 14 plansz) cechował się wielkim rozmachem – zaplanowano tu kilka wysokościowców (m.in. hotel olbrzym oparty na wzorach statku transatlantyckiego), wielki budynek teatralny na 3000 miejsc, operetkę, kombinat rozrywkowy przy ul. Niezłomnych, domy mieszkalne (m.in. kilka 15-kondygnacyjnych wieżowców przy ul. Topolowej), restauracje, kawiarnie i inne. Do realizacji tej wizji konieczne byłoby wyburzenie części substancji urbanistycznej, jak również zabudowanie części Parku Marcinkowskiego. 
Innym szeroko zakrojonym projektem Szpingiera była dzielnica szpitalna na Cytadeli z domami dla lekarzy, pielęgniarek i hotelem dla odwiedzających. Planował również głęboko przebudować Maltę i stworzyć dzielnicę wypoczynkową nad jeziorem Kierskim. Po jego śmierci plany te zostały w większości zapomniane. 
W 1957 zorganizowano mu wystawę obrazów w Klubie Międzynarodowej Prasy i Książki w Poznaniu, a w 1959 wystawę projektów architektonicznych Prezydium Rady Narodowej tamże.

## Życie prywatne
Od 1937 żonaty z Janiną Janicką. Miał z nią córkę Małgorzatę (ur. 1943), plastyczkę.